# Anopheles grabhamii
Anopheles grabhamii este o specie de țânțari din genul Anopheles, descrisă de Theobald în anul 1901. Conform Catalogue of Life specia Anopheles grabhamii nu are subspecii cunoscute.